# 南極蛇䲁
南極蛇䲁（學名：Ophiclinus antarcticus），為輻鰭魚綱䲁形目胎䲁科蛇䲁屬的一個種，分布於東印度洋澳洲南部海域，本魚體細長，體褐色，身體和鰭上通常帶有深色斑點和微小的深色斑點，並且沿著身體中央、背鰭基部以及臀鰭基部上方通常帶有一系列大的白色斑點，嘴唇和頭部下側有深褐色斑點或斑紋，背鰭和臀鰭呈褐色，有白色斑點或深色斑點，尾鰭有褐色斑點，胸鰭基部的四分之一呈褐色，背鰭硬棘52-61枚、背鰭軟條1枚、臀鰭硬棘2枚、臀鰭軟條34-42枚，體長可達14公分，棲息在藻類生長的沙質海床，雌魚產附著性卵，雄魚會守護卵，幼魚為浮游性，生活習性不明。